# Тират-Кармель
Тират-Кармель (ивр. טירת כרמל‎) — город-спутник Хайфы.
Расположен непосредственно около южной границы Хайфы. Основан в 1949 году. Площадь города — 290 гектаров. Верхняя часть города почти сливается с хайфским районом Дения. В городе имеются большие общины горских и грузинских евреев. Имеется больница для душевнобольных. В промышленной зоне расположены различные предприятия: медицинского оборудования, хайтека, пищевой промышленности. Компании «Инсайтек имидж» из Тират-Кармель был присужден приз за изобретение технологии ультразвукового безоперационного разрушения опухолевых образований. На территории Тират-Кармеля обнаружены остатки акведука и погребальная пещера евреев периода римского владычества, руины построенного крестоносцами форта святого Иоанна. У ручья Галим найдена стоянка доисторического человека мустьерской культуры, а также следы поселений практически всех исторических периодов. Руины замка крестоносцев, находившиеся в районе улицы Маапилим, почти полностью снесены при современном строительстве, однако до сих пор можно увидеть остатки церковных апсид. Здесь также были подземные залы крестоносцев. Есть остатки строений крестоносцев и в других районах города.
25 февраля 2011 года правительство Израиля приняло решение о расширении города. На площади 80 гектаров планируется построить 2150 единиц жилья, как многоэтажных зданий, так и домов на 1-2 семьи (в настоящее время в городе имеется 6500 единиц жилья). Новый район будет расположен в западной части города.
Министерство транспорта планирует соединить Тират-Кармель с Хайфой новой линией системы Метронит. Работы должны начаться в 2023 году.

## Население
По данным Центрального статистического бюро Израиля, население на начало 2020 года составляло 23 112 человек.

## Породнённые города
- Веспрем, Венгрия
- Монхайм-на-Рейне, Германия
- Морепа[англ.], Франция
- Шемахы, Азербайджан[4]